# Domenico Picchinenna
Domenico Picchinenna (Melfi, 26 dicembre 1912 – Roma, 24 ottobre 2004) è stato un arcivescovo cattolico italiano.

## Biografia
Il 21 luglio 1935 è stato ordinato presbitero.
Il 2 luglio 1954 papa Pio XII ha separato le diocesi di Matera e quella di Acerenza nominandolo arcivescovo metropolita di quest'ultima. Ha ricevuto l'ordinazione episcopale il successivo 7 ottobre dal cardinale Adeodato Piazza, segretario della Congregazione Concistoriale, co-consacranti Domenico Petroni, vescovo di Melfi e Rapolla, e Augusto Bertazzoni, arcivescovo di Potenza e Marsico Nuovo.
Il 4 settembre 1961 papa Giovanni XXIII lo ha trasferito all'arcidiocesi di Cosenza dove è rimasto per dieci anni fino a quando, il 29 maggio 1971, papa Paolo VI lo ha nominato arcivescovo titolare di Berea e arcivescovo coadiutore di Catania.
Mons. Picchinenna è stato Amministratore Apostolico dell’allora Diocesi di Nicastro (divenuta nel 1986 di Lamezia Terme), dal mese di agosto del 1968 al mese di gennaio del 1969.
Ha partecipato a tutte le sessioni del Concilio Vaticano II.
È succeduto nella cattedra catanese il 16 luglio 1974 al momento del ritiro dell'arcivescovo Guido Luigi Bentivoglio.
Nel 1984 ha promulgato lo Statuto sui Vicari e sui Vicariati distrettuali e ha ristrutturato i vicariati dell'arcidiocesi.
Il 1º giugno 1988 papa Giovanni Paolo II ha accettato le sue dimissioni dal governo pastorale dell'arcidiocesi.
È morto il 24 ottobre 2004 a Roma all'età di 91 anni; è sepolto nella cattedrale di Catania.

## Genealogia episcopale e successione apostolica
La genealogia episcopale è:
- Cardinale Scipione Rebiba
- Cardinale Giulio Antonio Santori
- Cardinale Girolamo Bernerio, O.P.
- Arcivescovo Galeazzo Sanvitale
- Cardinale Ludovico Ludovisi
- Cardinale Luigi Caetani
- Cardinale Ulderico Carpegna
- Cardinale Paluzzo Paluzzi Altieri degli Albertoni
- Papa Benedetto XIII
- Papa Benedetto XIV
- Cardinale Enrico Enriquez
- Arcivescovo Manuel Quintano Bonifaz
- Cardinale Buenaventura Córdoba Espinosa de la Cerda
- Cardinale Giuseppe Maria Doria Pamphilj
- Papa Pio VIII
- Papa Pio IX
- Cardinale Alessandro Franchi
- Cardinale Giovanni Simeoni
- Cardinale Antonio Agliardi
- Cardinale Basilio Pompilj
- Cardinale Adeodato Piazza, O.C.D.
- Arcivescovo Domenico Picchinenna

La successione apostolica è:
- Vescovo Antonio Rosario Mennonna (1955)
- Arcivescovo Saverio Zupi (1962)